# Denise Mina
Denise Mina (født i 1966) er en skotsk forfatter, født og bosat i Glasgow. På dansk er bl.a. udkommet romanen "Garnethill".
Denise Mina modtog The Barry Award 2006 i kategorien Bedste Britiske roman for romanen The Field of Blood